# Ivan Bojničić
Dr. Ivan pl. Bojničić Kninski (Valpovo, 24. prosinca 1858. – Zagreb, 11. lipnja 1925.), hrvatski povjesničar i arhivist iz plemićke obitelji Bojničić. Ravnatelj Zemaljskog arhiva u Zagrebu (danas Hrvatski državni arhiv) u razdoblju od 1892. do 1925. godine.

## Životopis
Pučku školu i niže razrede gimnazije pohađao je u Osijeku, dok je više razrede gimnazije završio 1876. u Budimpešti, gdje iste godine upisuje studij prava i filozofije, posvetivši se osobito povijesnoj
struci. Godine 1879. imenuje ga ban Ivan Mažuranić pristavom arheološkog muzeja u Zagrebu, a 1880. godine postaje doktor filozofije na osnovi disertacije na mađarskom jeziku Krivotvorenje isprava u srednjem vijeku, koja je izašla iste godine u Zagrebu. Godine 1882. postaje lektor mađarskog jezika na Filozofskom fakultetu u Zagrebu, a od 1887. do 1889. bio je narodni zastupnik u Hrvatskom saboru kao član Narodne stranke, koja je podupirala bana Khuena-Héderváryja.
Arhivarom i ravnateljem zemaljskog arhiva u Zagrebu imenovan je 28. ožujka 1892. godine, tj. ravnateljem Kraljevskoga zemaljskog arhiva i tu je dužnost obnašao sve do smrti. Došavši na čelo Arhiva počeo je s njegovim planskim uređivanjem. Bojničićevim zauzimanjem Arhiv je 1912. godine preseljen u istočno krilo novosagrađene Sveučilišne knjižnice na Marulićevu trgu (danas zgrada Hrvatskoga državnog arhiva). Na njegov je poticaj 1899. godine pokrenut Vjestnik Kr. hrvatsko-slavonsko-dalmatinskog zemaljskog arkiva (kasnije: Vjesnik Kraljevskog državnog arkiva u Zagrebu). Godine 1910. dobiva naslov izvanrednog profesora.
Znanstveni i stručni interes dr. Bojničića bio je širok i kretao se između najraznovrsnijih kulturnohistorijskih područja: politička povijest, historijski folklor, progoni vještica, nakit, moda, život dama u prošlosti, heraldika, sfragistika, diplomatika, genealogija, numizmatika, arheologija, povijest plemstva itd.
Za svoj rad Bojničić je dobio nekoliko visokih domaćih i stranih priznanja. Veliki vojvoda hesenski Ernst Ljudevit podijelio mu je Red Filipa Velikodušnoga (1896.), a srbijanski kralj Aleksandar Obrenović Red sv. Save III. stupnja (1901.). Kao suradnik monumentalnog djela Österreich-Ungarn in Wort und Bild, koje je pokrenuo prijestolonasljednik Rudolf, Bojničić je za svoj doprinos dobio 1902. posebno priznanje od Franje Josipa I.

## Djela
Neka važnija Bojničićeva djela: 
- Hrvatski starinar u XVII. vieku (Zagreb, 1880.)
- Popis do sada izdanih hrvatskih pečata (Zagreb, 1880.)
- Denkmäler des Mithras-Cultus in Kroatien und Slavonien (Zagreb, 1887.);
- Popis plemića proglašenih na saboru kraljevina Hrvatske Slavonije i Dalmacije g. 1557-1848 (Zagreb, 1896.);
- Pravo nasljedstva kuće habsburške na hrvatsko priestolje i izbor Ferdinanda I. (Zagreb, 1897.);
- Der Adel von Kroatien und Slavonien (Nürnberg, 1905.);
- Der Adel von Galizien, Lodomerien und der Bukovina (Nürnberg, 1905.);
- Darovnica kralja Ferdinanda I. za Hrvatsku (Zagreb,1906.);
- Zakoni o Ugarsko-hrvatskoj nagodbi (Zagreb, 1907., 1911.);
- Mala povijest Hrvata (Zagreb, 1908.);
- O plemstvu. S osobitim obzirom na hrvatsko plemstvo (Zagreb,1908.);
- Die Freimaurerloge »Ljubavi bližnjega« in Zagreb (Zagreb, 1917.);
- Vladarski poseti u Zagrebu od XI. veka do danas (Zagreb, 1919.);
- Rogaška Slatina (Zagreb, 1923.) i dr.

Bojničićevo najvažnije i najpoznatije znanstveno djelo svakako je Der Adel von Kroatien und Slavonien, kapitalno djelo hrvatske plemićke povijesti objavljeno u 10 svezaka na 250 stranica. Istaknuo se i kao prevoditelj znanstvene literature - Klaićevih djela Geschichte Bosniens (Leipzig, 1885.) i Slavonien im XIIXIII Jahrhundert (Zagreb, 1887.) te Tomašićevo djelo Fundamentes des Staatsrechtes des Königreiches Kroatien (Zagreb, 1918.). Kao vrstan poznavatelj mađarskoga jezika napisao je Slovnicu (gramatiku) mađarskog jezika.

## Vanjske poveznice
- Ivan Bojničić – Hrvatska enciklopedija
- Ivan Bojničić – Proleksis enciklopedija
- Ivan Bojničić – Hrvatski biografski leksikon